# Piotr Paleczny
Piotr Paleczny (Rybnik, 10 maggio 1946) è un pianista polacco.

## Biografia
Piotr Paleczny è nato nel 1946. Si è diplomato all'Accademia Fryderyk Chopin di Varsavia sotto la guida di Jan Ekier. Nel 1970 ha vinto il terzo premio e il riconoscimento speciale per l'esecuzione della miglior sonata nella nona edizione del Concorso pianistico internazionale Frédéric Chopin, vinta da Garrick Ohlsson.

## Carriera
Dall'affermazione a Varsavia ha iniziato una brillante carriera. Si è esibito nelle più importanti sale da concerto: Carnegie Hall e  Avery Fisher Hall del Lincoln Center di New York, Teatro Colón di Buenos Aires, Concertgebouw di Amsterdam e Royal Festival Hall di Londra. 
Ha suonato con l'Orchestra Filarmonica di Varsavia, i Chicago Symphony Orchestra, la Royal Philharmonic Orchestra, la BBC Symphony Orchestra, l'Orchestra Sinfonica Nazionale della RAI e l'Orchestra dell'Accademia nazionale di Santa Cecilia.

## Repertorio
Paleczny possiede un repertorio molto vasto, sebbene si concentri principalmente sull'opera di Fryderyk Chopin e di altri compositori polacchi come Ignacy Jan Paderewski, Karol Szymanowski e Witold Lutosławski.